# オーケーレコード (朝鮮)
オーケーレコード（朝鮮語: 오케레코드）は、光復前後、日本統治時代の朝鮮から存在していた大韓民国のレコード会社。

## 日本統治時代
李哲が、日本の帝国蓄音機商会（後のテイチク）京城支部長に任命され、1933年からオーケーという独自の名前を付けてレコードを出し始めた。オーケーは英語の「Okay」を日本語風に読んだものである。アルファベットでは「Okeh」と表記する。
帝国蓄音器と提携したが、李哲が独自に経営したため、朝鮮人が建てた最初のレコード会社と評価される。李哲は経営を担当し、義弟（妹の夫）のキム・ソンフム（김성흠）が、奈良県で学んだ技術を担当した。
日本統治時代の大手レコード会社としては、オーケーレコードのほか、コロムビアレコード、ビクターレコード、ポリドールレコード、タイヘイレコードと、合わせて5社があり、太平洋戦争末期である1943年までレコードを製作した。オーケーレコードは、5大レコード会社の中で最も遅くレコードを出し始めた。しかしレコード発売種数では、コロムビアレコードに次ぐ2位となっており、大衆歌謡部門で活発な活動で人気歌手と歌を最も多く輩出した。
高福壽、孫牧人、李蘭影、金貞九、南仁樹、李花子、張世貞、李寅権、趙鳴岩、朴響林などがオーケーレコードで活動した。1935年に発表された李蘭影の「木浦の涙（木浦의 눈물）」は、社会現象となるほど大規模な興行が行われるなど、人気曲も数多く出た。
日本統治時代末期、李哲はオーケーレコード所属歌手たちで構成された公演団「オーケーグランドショー」の巡回公演に注力し、吉本興業の協力を得て。日本でも「朝鮮楽劇団」として公演をおこなった。また、戦争支援のための軍国主義音楽がオーケーを通じて発売された。1944年に李哲が死亡し、翌1945年に太平洋戦争の終戦とともに日本の本社が朝鮮から撤収したため、オーケーレコードは閉鎖された。

## 大韓民国
オーケーレコードは、韓国レコード産業の伝説的存在であったため、1948年に同名のレコード会社が再設立された。新しく設立されたオーケーレコードは、以前の李哲が運営していたオーケーレコードと名前も同じで、レコード商標も類似していたが、実質的には他の会社である。以前のオーケーレコードで、中心となった歌手、作曲家、作詞家として活動していた李蘭影、張世貞、趙鳴岩、金海松などが参加した。
復活したオーケレコードは、1948年5月に「울어라 銀방울」と「歳月은 간다」を発売した。人気曲には、宋旻道の「고향초」、朴載弘と玉斗玉（옥두옥）のデュエット曲である「눈물의 오리정」、南仁樹の「몽고의 밤」などがあり、特に趙鳴岩と金海松のコンビが作って張世貞が歌った「울어라 은방울」は、長く記憶される名曲である。しかし、記録がきちんと残されておらず、正確な発売規模は把握されていない。
朝鮮戦争以降も、オーケーレコード名義のレコードは発売された。「서울부기」、「서울의 거리」、「청춘 하이킹」、「자유부인」などである。しかし、「서울부기」を出したオーケーレコードが韓国戦争前の1948年に「울어라 은방울」を発売したオーケーレコードとまったく同じ場所にあったかどうかは明らかではなく、会社が解体された時期も分かっていない。

## 参考資料
- 이동순 (2003). “[발굴비화] 日帝시대「조국의 노래」를 지켜 냈던 이철의 삶과 예술 그리고 조국”. 월간조선 (7).
- 이준희. “광복 이후 유성기음반제작사 열전 (2) - 오케레코드”.   가요114. 2007年4月21日時点のオリジナルよりアーカイブ。2008年7月9日閲覧。